# Byron (Maine)
Byron és una població dels Estats Units a l'estat de Maine (EUA). Segons el cens del 2000 tenia 121 habitants.

## Demografia
Segons el cens del 2000, Byron tenia 121 habitants, 50 habitatges, i 38 famílies. La densitat de població era de 0,9 habitants per km².
Dels 50 habitatges en un 26% hi vivien nens de menys de 18 anys, en un 62% hi vivien parelles casades, en un 12% dones solteres, i en un 24% no eren unitats familiars. En el 18% dels habitatges hi vivien persones soles el 2% de les quals corresponia a persones de 65 anys o més que vivien soles. El nombre mitjà de persones vivint en cada habitatge era de 2,42 i el nombre mitjà de persones que vivien en cada família era de 2,79.
Per edats la població es repartia de la següent manera: un 21,5% tenia menys de 18 anys, un 4,1% entre 18 i 24, un 28,9% entre 25 i 44, un 31,4% de 45 a 60 i un 14% 65 anys o més.
L'edat mediana era de 43 anys. Per cada 100 dones de 18 o més anys hi havia 111,1 homes.
La renda mediana per habitatge era de 34.375 $ i la renda mediana per família de 34.375 $. Els homes tenien una renda mediana de 41.875 $ mentre que les dones 16.250 $. La renda per capita de la població era de 20.334 $. Entorn del 12,1% de les famílies i el 9,3% de la població estaven per davall del llindar de pobresa.